# Wolonkoto
Pour le département, voir Wolonkoto (département).
Wolonkoto est un village du département et la commune rurale de Wolonkoto, dont il est le chef-lieu, situé dans la province du Léraba et la région des Cascades au Burkina Faso.

## Éducation et santé
Le village accueille un centre de santé et de promotion sociale (CSPS).